# طلای ریسی
طلای ریسی (انگلیسی: Spinning Gold) یک فیلم زندگی‌نامه‌ای آمریکایی محصول سال ۲۰۲۳ به نویسندگی و کارگردانی تیموتی اسکات بوگارت است. این فیلم بر اساس زندگی پدرش، نیل بوگارت، بنیانگذار کازابلانکا رکوردز است.

## خلاصه داستان
این فیلم زندگی و حرفه نیل بوگارت، تهیه‌کننده رکورد و بنیانگذار کازابلانکا رکوردز را به تصویر می‌کشد.

## تولید
فیلمبرداری در ۱۶ ژوئیه ۲۰۱۹ در مونترال آغاز شد و قرار بود در ۲۰ سپتامبر به پایان برسد. در ۲۳ آگوست، اتحادیه بازیگران کانادایی با صدور حکمی «کار نکن» اعضای خود را از کار بر روی فیلم منع کرد، و مدعی شد که تهیه‌کنندگان «به دلیل عدم انجام تعهدات حقوق و دستمزد ناعادلانه شرکت کرده‌اند.» در سال، ۲۰۲۱، فیلمبرداری در نیوجرسی آغاز شد.

## انتشار
این فیلم در ۳۱ مارس ۲۰۲۳ در سینماها اکران شد.

## بازخوردها
در وب‌سایت جمع‌آوری نقد راتن تومیتوز از ۴۷ نقد منتقد، با میانگین امتیاز ۴٫۶ از ۱۰ مثبت هستند. در متاکریتیک، که از میانگین وزنی استفاده می‌کند، بر اساس ۱۰ منتقد، امتیاز ۴۲ از ۱۰۰ را به فیلم اختصاص داد که نشان دهنده «بررسی‌های مختلط یا متوسط» است.